# Pata (músico)
Tomoaki Ishizuka, más conocido como Pata, es uno de los guitarristas de X Japan. Junto a su compañero Hide, hacían memorables solos dobles. Después de la disolución de X Japan, junto a heath (X Japan), formó el grupo Dope headz, y posteriormente formó el grupo Ra:IN (2003), en el que toca a nivel internacional, Ra:IN es un grupo básicamente instrumental.
Este 2007 aceptó conformar la reformación de X Japan.

## Biografía
Después de la separación de X Japan, Pata publicó 2 discos en solitario, Pata y  Raised on Rock, ambos con las colaboraciones de músicos norteamericanos, y formó el grupo DopeHEADz con su antiguo compañero Heath.
En el 2003, Pata comenzó a trabajar con Ra:IN (Rock and Inspiration, Rock e Inspiración en inglés), otra banda japonesa. Hasta la fecha han publicado dos álbumes,  The Line (2003) y  Before the Siren (2006). También un concierto acústico en el Simple Life Music Festival de Taiwán el 2 de diciembre de 2006 junto a la cantante pop taiwanesa Faith Yang.